# たんぽぽ賞
たんぽぽ賞（たんぽぽしょう）とは当初は中央競馬、のちに地方競馬で行われている競馬の競走（平地競走）である。

## 概要
当初は中央競馬の小倉競馬場で行われていた特別競走で、1971年の出走条件は中央競馬3歳100万円以下・サラブレッド系であった。1989年からは九州産馬限定競走となった。1997年に九州の地方競馬3場の持ち回り開催に移行するも中津競馬の廃止の影響などもあり、2002年から荒尾競馬場での開催に固定化、当地では霧島賞とともに数少ない高額賞金競走であった。2011年は荒尾競馬の事業廃止に伴い、当初2012年2月に予定されていた第16回を日程繰上げの上、2歳馬の競走として実施したことから異例の年2回開催となった。このため2012年は実施されず、第17回は2013年2月に佐賀競馬場で開催された。なお2022年現在佐賀競馬では重賞として行われている。

### 条件・賞金（2024年）
出走資格
九州産3歳、中央所属3歳1勝クラス以下・地方所属3歳オープン
負担重量
定量で56kg、牝馬は54kg。
賞金額
1着700万円、2着224万円、3着126万円、4着84万円、5着56万円、着外11万2000円。
副賞
九州農政局長賞、佐賀県馬主会会長賞、佐賀県競馬組合管理者賞（調・騎・厩・助）、鹿児島県知事賞（生産者）、九州軽種馬協会会長賞（生産者）、JRA生産者賞。

## 歴代優勝馬

### 中央競馬
| 施行日        | 優勝馬             | 性齢 | タイム | 優勝騎手   | 管理調教師 |
| ------------- | ------------------ | ---- | ------ | ---------- | ---------- |
| 1971年4月3日  | タマエイト         | 牡3  | 1:52.9 | 武田悟     | 夏村辰男   |
| 1973年3月25日 | タカヨシサミー     | 牡3  | 1:52.2 | 中島茂     | 杉村政春   |
| 1974年3月24日 | トリコロール       | 牝3  | 1:53.0 | 田之上幸男 | 田之上勲   |
| 1976年3月20日 | セイランホーク     | 牝3  | 1:52.5 | 小林常泰   | 大久保末吉 |
| 1977年4月2日  | ワイエムキサラギ   | 牡3  | 1:51.1 | 須崎昇     | 橋本正晴   |
| 1978年3月25日 | マルブツラッシー   | 牡3  | 1:46.7 | 加用正     | 瀬戸口勉   |
| 1979年3月31日 | サチモカザン       | 牝3  | 1:11.2 | 樋口弘     | 柳田次男   |
| 1980年3月30日 | ラッキーハーケン   | 牝3  | 1:14.0 | 米元孝一   | 田之上勲   |
| 1981年3月21日 | オサイチプレス     | 牡3  | 1:11.4 | 田之上幸男 | 田之上勲   |
| 1982年3月27日 | ワールドハンター   | 牝3  | 1:37.2 | 武邦彦     | 工藤嘉見   |
| 1983年3月27日 | ヒロフブキ         | 牡3  | 1:51.4 | 松田幸春   | 松田由太郎 |
| 1984年3月24日 | ポットマーチン     | 牡3  | 1:52.2 | 小屋敷昭   | 夏村辰男   |
| 1985年3月23日 | タイマリヤ         | 牝3  | 1:51.3 | 田島信行   | 杉村一馬   |
| 1986年3月22日 | マンノベスト       | 牡3  | 1:53.2 | 丸山勝秀   | 松元正雄   |
| 1989年2月12日 | ハッピープレスト   | 牝3  | 1:54.2 | 山本康二   | 谷八郎     |
| 1990年2月10日 | キョクトウザン     | 牡3  | 1:53.6 | 安田隆行   | 北橋修二   |
| 1991年2月9日  | ナンゴクノテイオー | 牡3  | 1:53.5 | 小原義之   | 布施正     |
| 1992年2月15日 | ダンツセントー     | 牝3  | 1:51.7 | 安田隆行   | 山内研二   |
| 1993年2月13日 | カノヤミノリ       | 牡3  | 1:52.5 | 増井裕     | 坂口正則   |
| 1994年2月12日 | ペガサスセイバー   | 牡3  | 1:53.8 | 増井裕     | 土門一美   |
| 1995年2月11日 | カシノリュウジン   | 牡3  | 1:51.4 | 須貝尚介   | 須貝彦三   |
| 1996年2月10日 | ホワイトシャンス   | 牝3  | 1:53.1 | 宝来城多郎 | 北橋修二   |

- コース：芝1800m(1982年は阪神芝1600m、1978年は小倉芝1700m、1979年 -1981年は小倉芝1200m)
- 2000年以前の優勝馬の馬齢も現表記を用いる。

### 地方競馬
| 回数   | 施行日        | 競馬場 | 距離  | 優勝馬             | 性齢 | 所属 | タイム | 優勝騎手   | 管理調教師 | 馬主                                 |
| ------ | ------------- | ------ | ----- | ------------------ | ---- | ---- | ------ | ---------- | ---------- | ------------------------------------ |
| 第1回  | 1997年2月3日  | 荒尾   | 1500m | レヴィレイション   | 牝3  | 荒尾 | 1:40.0 | 橋本幸次郎 | 吉永晃     | 浅川吉男                             |
| 第2回  | 1998年2月23日 | 佐賀   | 1400m | シンセイマーク     | 牡3  | 荒尾 | 1:32.8 | 橋本幸次郎 | 畑田修治   | 最勝寺俊治                           |
| 第3回  | 1999年2月22日 | 中津   | 1300m | カノヤワカワシ     | 牡3  | JRA  | 1:25.1 | 土肥幸広   | 坂口正則   | 神田薫                               |
| 第4回  | 2000年2月21日 | 荒尾   | 1500m | アイティースワロー | 騸3  | JRA  | 1:38.3 | 吉井浩和   | 柴田光陽   | 井門敏雄                             |
| 第5回  | 2001年2月26日 | 佐賀   | 1400m | コウセイロマン     | 牡3  | 佐賀 | 1:30.2 | 真島正徳   | 真島元徳   | 杉安浩一郎                           |
| 第6回  | 2002年2月4日  | 荒尾   | 1500m | マルシゲガリバー   | 牡3  | JRA  | 1:39.7 | 鮫島克也   | 安田伊佐夫 | 坂東島繁藤                           |
| 第7回  | 2003年2月3日  | 荒尾   | 1500m | テイエムトキメキ   | 牝3  | JRA  | 1:40.7 | 牧田和弥   | 福島勝     | 竹園正繼                             |
| 第8回  | 2004年2月3日  | 荒尾   | 1500m | テイエムボッケモン | 牡3  | JRA  | 1:39.2 | 秋山真一郎 | 福島勝     | 竹園正繼                             |
| 第9回  | 2005年2月1日  | 荒尾   | 1500m | マイネルマリク     | 牡3  | JRA  | 1:37.0 | 松永幹夫   | 岡田稲男   | （株）サラブレッドクラブ・ラフィアン |
| 第10回 | 2006年2月7日  | 荒尾   | 1500m | トウショウヒカリ   | 牡3  | 兵庫 | 1:37.4 | 鮫島克也   | 山口益巳   | 山口美和子                           |
| 第11回 | 2007年2月6日  | 荒尾   | 1500m | テイエムジカッド   | 牡3  | JRA  | 1:39.5 | 橋本美純   | 福島勝     | 竹園正繼                             |
| 第12回 | 2008年2月5日  | 荒尾   | 1500m | クリノダイシス     | 牡3  | JRA  | 1:37.5 | 川島信二   | 荒川義之   | 栗本博晴                             |
| 第13回 | 2009年2月17日 | 荒尾   | 1500m | カシノチェスト     | 牝3  | JRA  | 1:37.5 | 西田雄一郎 | 天間昭一   | 柏木務                               |
| 第14回 | 2010年2月23日 | 荒尾   | 1500m | コウユーヒーロー   | 牡3  | JRA  | 1:37.3 | 浜中俊     | 大根田裕之 | 加治屋康雄                           |
| 第15回 | 2011年2月17日 | 荒尾   | 1500m | クラウンリバー     | 牝3  | JRA  | 1:37.1 | 鮫島克也   | 飯田雄三   | 矢野悦三                             |
| 第16回 | 2011年12月1日 | 荒尾   | 1500m | テイエムハエンカゼ | 牡2  | JRA  | 1:37.9 | 宮平鷹志   | 鹿戸明     | 竹園正繼                             |
| 第17回 | 2013年2月11日 | 佐賀   | 1400m | カシノランナウェイ | 騸3  | JRA  | 1:28.9 | 国分優作   | 梅内忍     | 柏木務                               |
| 第18回 | 2014年2月13日 | 佐賀   | 1400m | テイエムボッケモン | 牡3  | JRA  | 1:31.2 | 古川吉洋   | 木原一良   | 竹園正繼                             |
| 第19回 | 2015年2月10日 | 佐賀   | 1400m | クリノヤクマン     | 牡3  | JRA  | 1:30.7 | 北村宏司   | 蛯名利弘   | 栗本博晴                             |
| 第20回 | 2016年2月11日 | 佐賀   | 1400m | ナンゴクロックオン | 牡3  | JRA  | 1:30.8 | 柴田未崎   | 鮫島一歩   | 渡義光                               |
| 第21回 | 2017年2月7日  | 佐賀   | 1400m | テイエムヒッタマゲ | 牡3  | JRA  | 1:28.7 | 田中健     | 福島信晴   | 竹園正繼                             |
| 第22回 | 2018年2月20日 | 佐賀   | 1400m | カシノランペイジ   | 牡3  | JRA  | 1:30.0 | 鮫島克駿   | 谷潔       | 柏木務                               |
| 第23回 | 2019年2月19日 | 佐賀   | 1400m | エリーバラード     | 牝3  | JRA  | 1:29.1 | 鮫島克也   | 菊澤隆徳   | 谷川正純                             |
| 第24回 | 2020年2月27日 | 佐賀   | 1400m | トキノノゾミ       | 牝3  | 川崎 | 1:30.7 | 酒井忍     | 八木正喜   | 田中準市                             |
| 第25回 | 2021年2月25日 | 佐賀   | 1400m | イロエンピツ       | 牝3  | JRA  | 1:29.0 | 飛田愛斗   | 大根田裕之 | 内田玄祥                             |
| 第26回 | 2022年2月23日 | 佐賀   | 1400m | タケノサイコウ     | 牡3  | 佐賀 | 1:30.5 | 飛田愛斗   | 古賀光範   | 竹原孝昭                             |
| 第27回 | 2023年2月23日 | 佐賀   | 1400m | オバケノキンタ     | 牡3  | JRA  | 1:30.5 | 幸英明     | 大根田裕之 | 内田玄祥                             |
| 第28回 | 2024年2月22日 | 佐賀   | 1400m | コウユーカメサンヨ | 牡3  | JRA  | 1:28.3 | 石川倭     | 齋藤崇史   | 加治屋貞光                           |
| 第29回 | 2025年2月20日 | 佐賀   | 1400m | エイヨーアメジスト | 牝3  | JRA  | 1:30.0 | 丹内祐次   | 牧田和弥   | 柳田英子                             |

- 出走条件：1997年は中央競馬旧4歳500万円以下・地方競馬旧4歳西日本地区・サラブレッド系九州産馬、1998年から中央競馬旧4歳（3歳）500万円以下・地方競馬旧4歳（3歳）全国・サラブレッド系九州産馬。2011年は2歳馬が対象となった[3]。
- 2000年以前の優勝馬の馬齢も現表記を用いる。